# Thesaurus Linguae Latinae

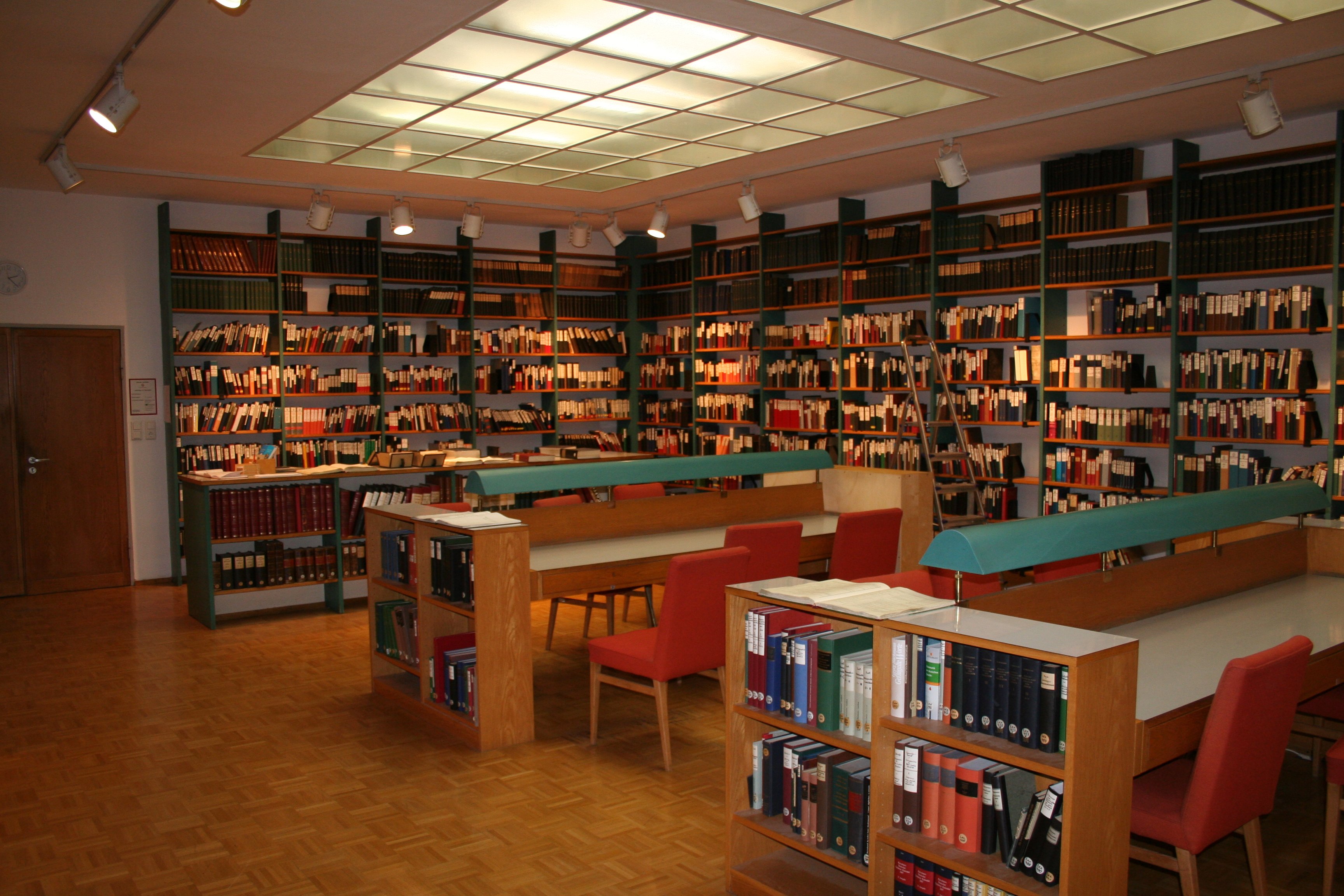
Бібліотека TLL

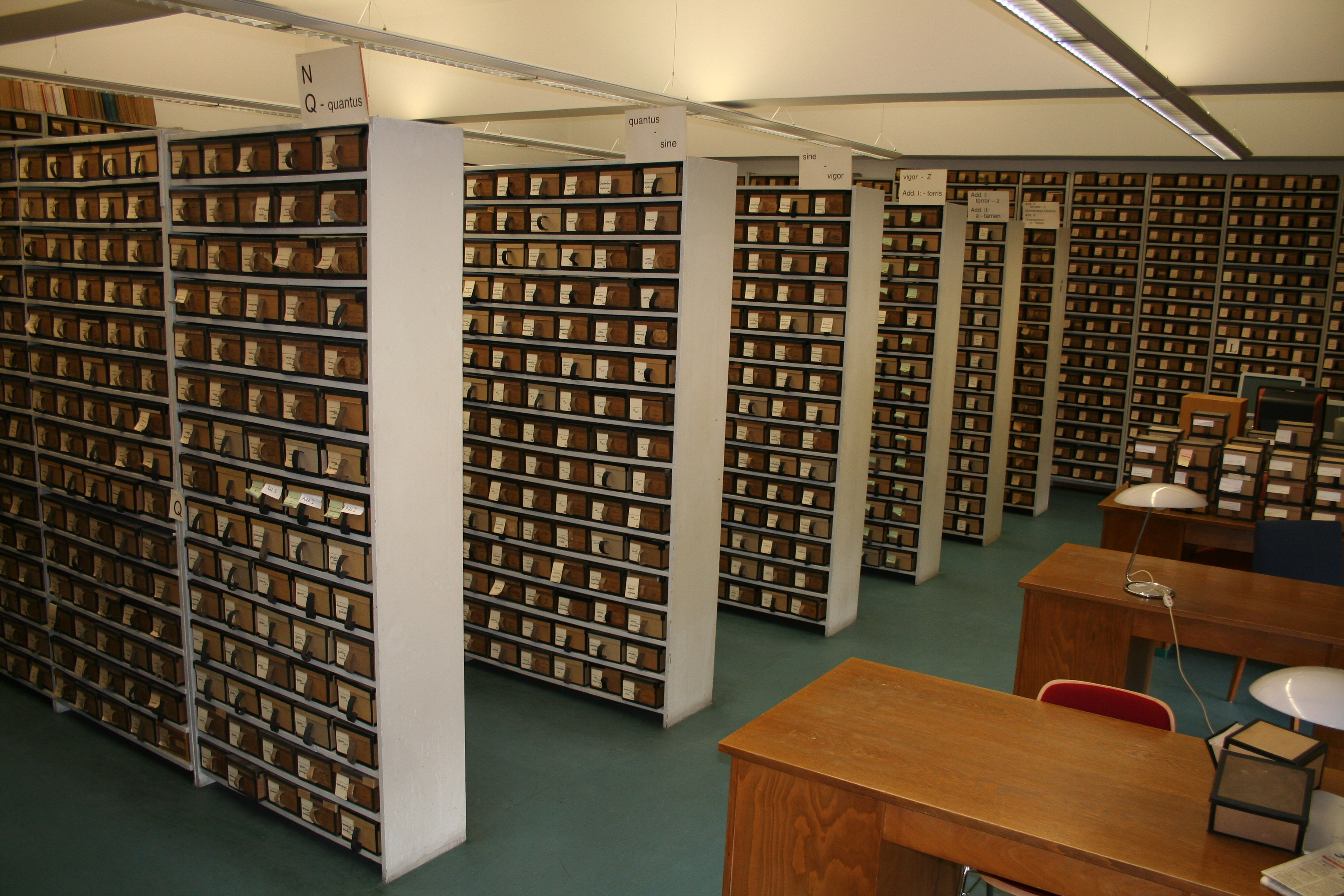
Архів ThLL

Thesaurus Linguae Latinae (ThLL або TLL) — монументальний словник латинської мови.

## Короткий опис
Словник TLL включає в себе всі слова з моменту першої фіксації мови на письмі до року смерті Ісидора Севільського (бл. 560—636).
Здійснення цього грандіозного проекту почалося 1894 року У той час дослідники вважали, що праця триватиме приблизно 20 років. Його ініціаторами стали Едуард Вельфлін, Фрідріх Лео та Франц Бюхелер. У роботі над словником брали участь кілька поколінь видатних фахівців з різних країн, зокрема Йоганн Баптист Гофман. Завершення роботи планується до середини XXI століття. Роботу над словником здійснюють генеральні редактори, редактори і низка науковців, зокрема наукові співробітники Баварської академії природничих і гуманітарних наук в Мюнхені.
2019 року TLL помістив на своїй вебсорінці pdf-файл кожного гасла словника.